# 立花村 (栃木県)
立花村（たちばなむら）はかつて下野国都賀郡・栃木県都賀郡に存在していた村。現在の栃木市大平町西山田（にしやまだ）西部の地域。

## 歴史
- 1871年（明治4年）7月14日 - 廃藩置県により日光県が発足し同県の所属となる
- 1871年（明治4年）11月14日 - 廃藩置県後の県合併により栃木県が発足し、同県の自治体となる
- 1876年（明治9年） - 都賀郡内にて隣接する白岩村・山田村と合併し山田村となる（後に西山田村と改称）

## 現在
行政上の地名では残っていないが、立花集落としてその名を残す。